# Tasmanoonops buang
Espèce
Tasmanoonops buang est une espèce d'araignées aranéomorphes de la famille des Orsolobidae.

## Distribution
Cette espèce est endémique du Victoria en Australie. Elle se rencontre vers 1 200 m d'altitude sur le mont Donna Buang.

## Description
Le mâle holotype mesure 5,00 mm.

## Étymologie
Son nom d'espèce lui a été donné en référence au lieu de sa découverte, le mont Donna Buang.

## Publication originale
- Forster & Platnick, 1985 : A review of the austral spider family Orsolobidae (Arachnida, Araneae), with notes on the superfamily Dysderoidea. Bulletin of the American Museum of Natural History, no 181, p. 1-229 (texte intégral).